# Rue Michel-Chasles
La rue Michel-Chasles est une voie située dans le quartier des Quinze-Vingts du 12e arrondissement de Paris.

## Situation et accès

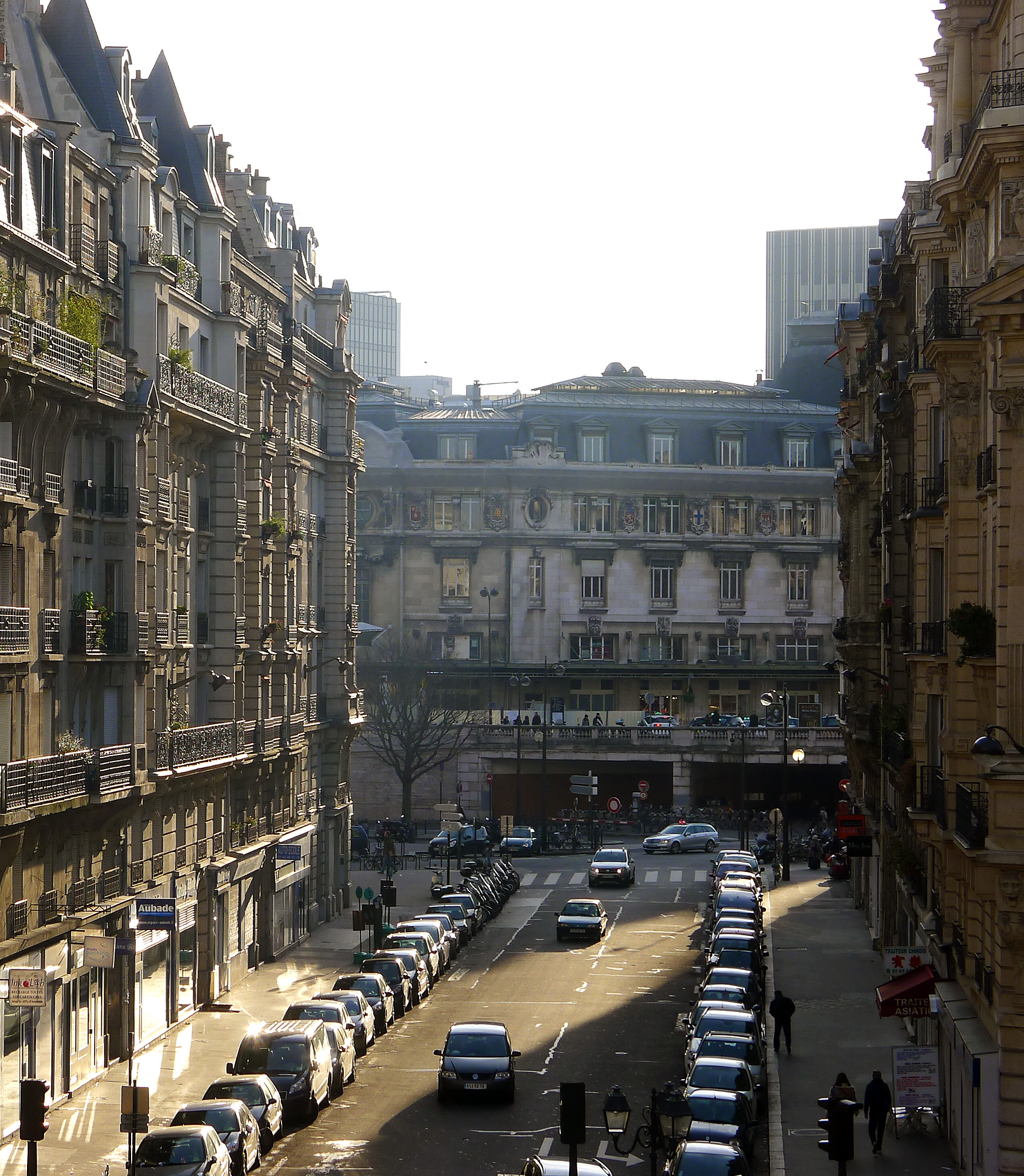
Rue en 2015.

La rue Michel-Chasles est située à proximité immédiate de la gare de Lyon. 
Elle est accessible par les nombreux transports en commun desservant cette gare, dont les lignes de métro 1 et 14 et les lignes de RER A et D et Transilien R.

## Origine du nom
Elle porte le nom du mathématicien français Michel Chasles (1793-1880).

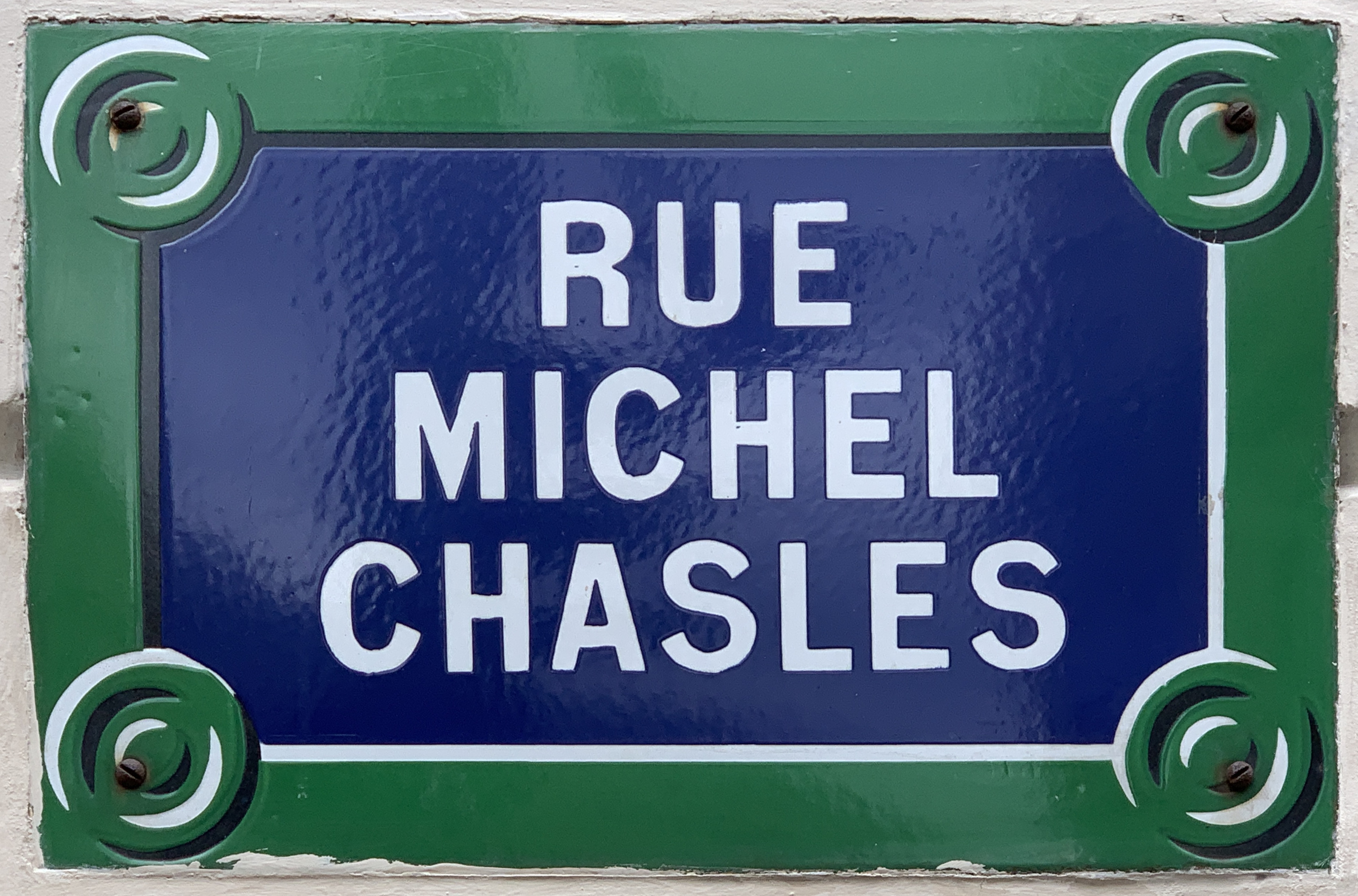
Plaque de rue de la rue Michel-Chasles
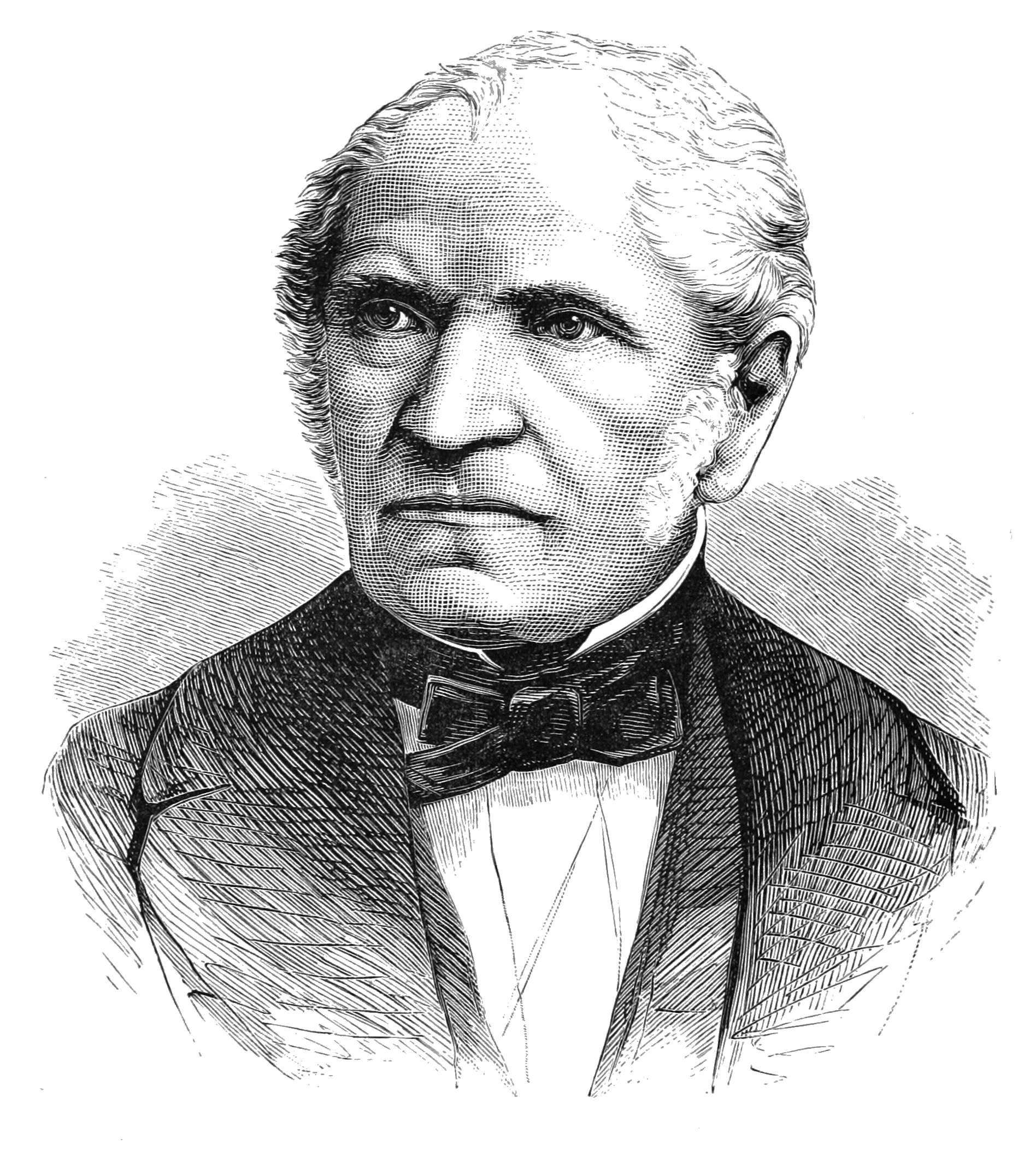
Portrait de Michel Chasles

## Historique

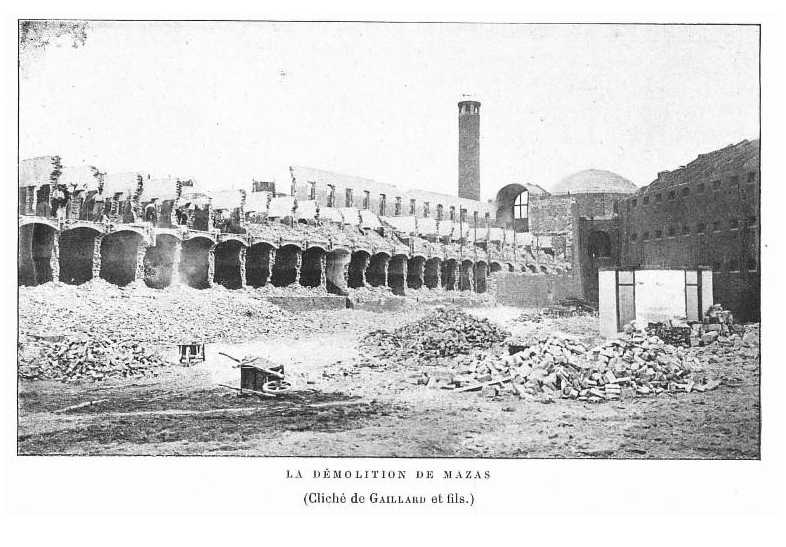
Destruction de la prison Mazas vers 1900.

Cette rue, qui a été dénommée « rue Michel-Chasles » par arrêté du 7 décembre 1900, a été ouverte en 1902 sur l'emplacement de l'ancienne maison d'arrêt Mazas pour donner un accès supplémentaire à la gare de Lyon.

## Bâtiments remarquables et lieux de mémoire
- Aux nos 15-17 se trouve un immeuble réalisé par les architectes Charlet et Perrin arborant des sculptures de  Georges Ardouin.  Autre façade aux nos 28 bis et 28 ter de la rue Traversière. L’immeuble possède une rotonde à l’angle de ces deux rues. Le restaurant les Garnements est devenu le CharletPerrin en référence aux architectes.
- L'écrivain Georges Duhamel a vécu avec sa famille quelques années dans cette rue lorsqu'il suivait ses études secondaires[1].
- Dans les années 1970-1980, la rue fut investie par de nombreux magasins et commerces gérés par la communauté yougoslave[2].